# Myeonje baegab
Myeonje Baegab (면제배갑, 綿製背甲) es el nombre de un chaleco blando a prueba de balas, inventado en la década de 1860 durante la dinastía Joseon, en la actual Corea.
Fue inventado como consecuencia de la campaña francesa contra Corea de 1866 y utilizado en 1871 en batalla durante la Expedición de Estados Unidos a Corea. Estaba fabricado por unas 13 a 30 capas de tela de algodón y cubría la parte superior del torso.

## Antecedentes
Durante la campaña francesa contra Corea de 1866, los militares del reino Joseon, que en esa época utilizaban rifles con llave de mecha, sufrieron ante la superioridad de los rifles occidentales. Por lo tanto, Heungseon Daewongun, en ese entonces líder del reino Joseon, ordenó se desarrollara una armadura a prueba de balas. 
Los chalecos se distribuyeron entre los soldados, y se utilizaron durante las batallas peleadas en la isla Ganghwa contra la marina de Estados Unidos durante la Expedición de Estados Unidos a Corea en 1871.
Durante la batalla, los chalecos demostraron ser a prueba de balas. Sin embargo, tomaban fuego fácilmente al ser alcanzados por fragmentos de balas de cañón; los registros del gobierno de Estados Unidos indican que algunos soldados coreanos se prendieron fuego luego de un ataque con cañones. Además los chalecos resultaban ser demasiado abrigados para utilizarlos durante el verano.
El ejército de Estados Unidos capturó uno de estos chalecos y lo envió a Estados Unidos donde finalmente fue cedido al museo Smithoniano.